# Welse (Delme)
Die Welse ist ein linksseitiger Nebenfluss der Delme südwestlich von Bremen. Sie fließt im niedersächsischen Landkreis Oldenburg.

## Verlauf
Die Quelle des etwa 16 km langen Baches befindet sich bei der Welsburg nördlich des Stühe in der Gemeinde Dötlingen. Längere Zuflüsse unweit der Quelle sind Immer Bäke und Nutteler Nebenzug. Die Welse fließt dann in nördlicher Richtung östlich von Falkenburg und westlich und nördlich von Ganderkesee. Sie unterquert die A 28 und durchquert Delmenhorst von West nach Ost. Bei Donneresch mündet sie linksseitig in die Delme.

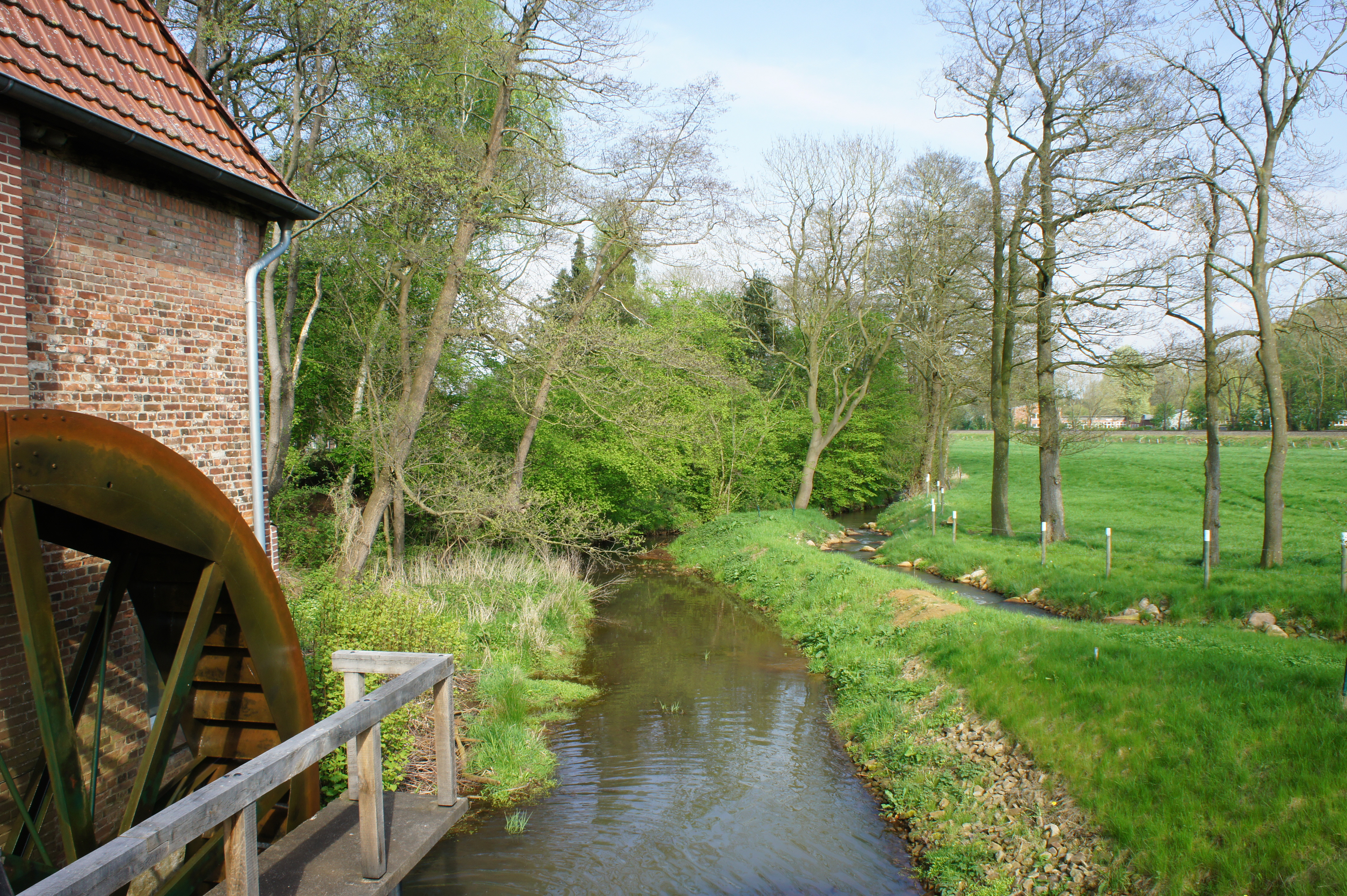
Die Welse bei der Elmeloher Wassermühle (rechts der Mühlenumfluter)

Bereits in den 90er Jahren entstand bei der Elmeloher Wassermühle eine Fischtreppe, um Lachsen und Meerforellen eine Aufstiegshilfe des Sohlensprungs (Höhenunterschied des Grundes) von rund 2 Meter zu bieten. 2011 wurde der Mühlenumfluter neu gestaltet. Auf einer Länge von 65 Metern befinden sich jetzt kaskadenartig angeordnete Becken, die von den Fischen leichter überwunden werden können.

## Namensgeber
Die Welse ist Namensgeber für die in der Nähe der Quelle gelegene Welsburg, eine spätmittelalterliche, ehemalige oldenburgische Niederungsburg. Sie hat zwischen 1350 und 1480 bestanden und wurde etwa im Jahr 1480 zerstört.

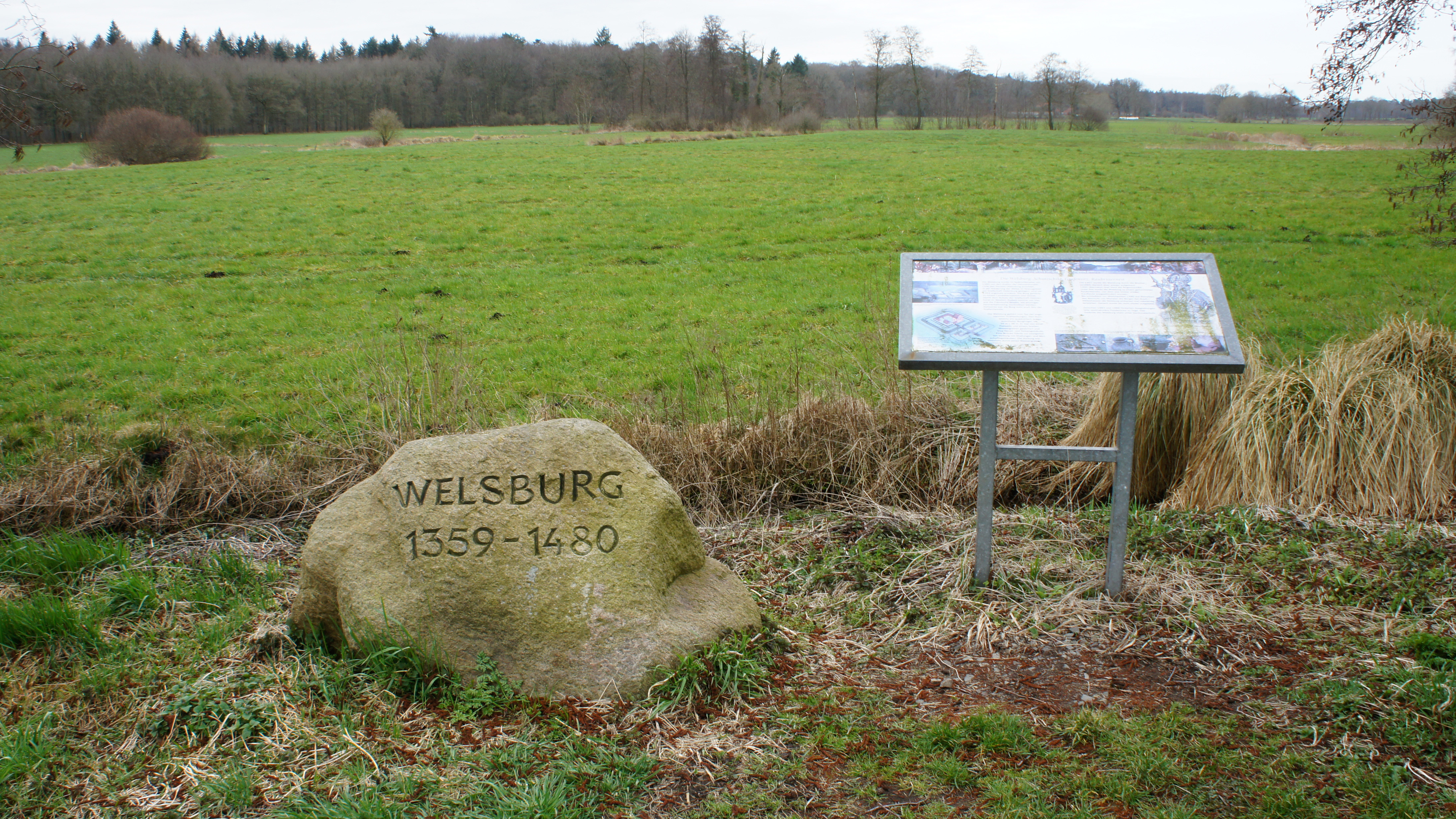
Blick auf die Reste der Welsburg

Die Welse-Delme-Weser e. V. Kanu-Abteilung ist ebenfalls nach ihr benannt.